# Борис Стоев
Борис Стоев е български олимпиец, участвал в състезанията по ски бягане в зимните олимпийски игри в Осло през 1952 г.

## Биография
Роден е на 11 декември 1926 година. Участва в състезанието на 18 km ски бягане на шестите зимни олимпийски игри, провели се в Осло през 1952 година, както и в щафетата 4 × 10 km. Завършва 42-ри от 80 участници в състезанието на 18 km, което е най-доброто класиране от четиримата български представители, а щафетата не завършва. 